# Domenico de Rossi

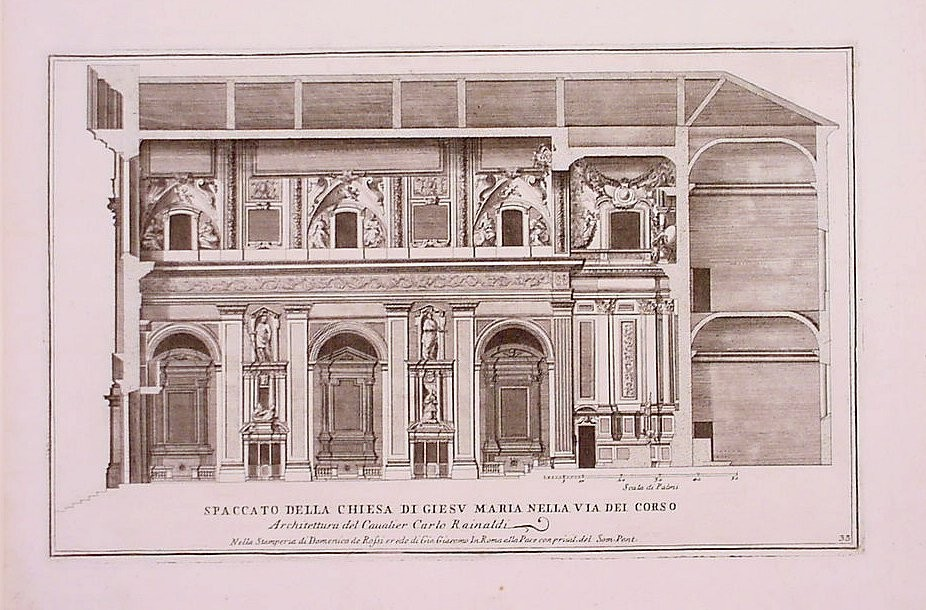
Domenico de Rossi, Studio d'architettura civile, corte longitudinal de la iglesia de Gesù e Maria.

Domenico de Rossi (1659-1730) fue un editor italiano que publicó libros con grabados de arquitectura, de gran difusión en la época, que significaron un factor de importancia para la difusión del estilo a través de Europa.
Hijo de Giovanni Giacomo de Rossi, en 1691 a la muerte de su padre, Domenico de Rossi heredó la imprenta cerca de la iglesia de Santa Maria della Pace, el mayor y más duradero editor de la Roma barroca.
En 1702, 1711 y 1721 publicó sucesivamente tres volúmenes de grabados de arquitectura sobre alzados y fachadas de palazzi barrocos e iglesias de Roma, (Studio d'architettura civile di Roma) incluyendo diseños de edificios  no construidos de Bernini y Borromini.
El primer volumen muestra una amplia variedad de diseños de ventanas, puertas y entradas, pórticos y accesos, piezas de chimenea y escalinatas, con trabajos de grabado de Alessandro Specchi, Filippo Vasoni, Carlo Fontana, y Vinzendo Francischiniy entre otros, fue dedicado al papa Clemente XII.
De Rossi también produjo un libro de diseños de altares y capillas, Disegni di Vari Altari e Capelle (1685), cuyas colecciones de grabados están entre las primeras en mostrar la decoración barroca del siglo XVII en Roma, y en 1704 publicó un volumen dedicado a las estatuas, con participación de diversos grabadores: Raccolta di Statue antiche e moderne.
Varias generaciones de la familia participaron en la firma editora, establecida en el siglo XVII, y que continuaba produciendo grabados para uso de los diseñadores.

## Los tres volúmenes
Los títulos de la obra principal de De Rossi son:
- Studio d'architettura civile sopra gli ornamenti di porte e finestre tatti da alcune fabbriche insigni di Roma con le misure piante modini, e profili. Opera de piu celebri architetti de nostri tempi, Roma, 1702. Dedicado a Clemente XII.
- Studio d'architettura civile sopra vari ornamenti di cappelle, e diversi sepolcri tratti da più chiese di Roma colle loro facciate, fianchi, piante, e misure. Opera de' più celebri architetti de' nostri tempi, Roma, 1711. Dedicado al Cardenal Francesco Acquaviva de Aragón.
- Studio d'architettura civili sopra varie chiese, cappelle di Roma, e palazzo di Caprarola, et altre fabriche con le loro facciate, spaccati, piante, e misure. Opera de' piu celebri architetti de' nostri tempi, Roma, 1721. Dedicado al Cardenal Cardinal Bernardino Scotto.